# Hanover (Minnesota)
Hanover és una població dels Estats Units a l'estat de Minnesota. Segons el cens del 2000 tenia 1.355 habitants.

## Demografia
Segons el cens del 2000, Hanover tenia 1.355 habitants, 440 habitatges, i 370 famílies. La densitat de població era de 107 habitants per km².
Dels 440 habitatges en un 48% hi vivien nens de menys de 18 anys, en un 76,4% hi vivien parelles casades, en un 3,9% dones solteres, i en un 15,7% no eren unitats familiars. En el 12,7% dels habitatges hi vivien persones soles el 4,3% de les quals corresponia a persones de 65 anys o més que vivien soles. El nombre mitjà de persones vivint en cada habitatge era de 3,08 i el nombre mitjà de persones que vivien en cada família era de 3,38.
Per edats la població es repartia de la següent manera: un 33,4% tenia menys de 18 anys, un 7,3% entre 18 i 24, un 36% entre 25 i 44, un 18,7% de 45 a 60 i un 4,6% 65 anys o més.
L'edat mediana era de 34 anys. Per cada 100 dones de 18 o més anys hi havia 104,8 homes.
La renda mediana per habitatge era de 73.667 $ i la renda mediana per família de 79.809 $. Els homes tenien una renda mediana de 47.462 $ mentre que les dones 32.452 $. La renda per capita de la població era de 27.826 $. Entorn del 0,8% de les famílies i el 0,9% de la població estaven per davall del llindar de pobresa.

## Poblacions més properes
El següent diagrama mostra les poblacions més properes.